# LUKoil
LUKoil (RTS: LKOH LSE: LKOD NASDAQ: LUKOY) (en ruso: ЛУКойл) es la compañía petrolera más grande de Rusia y su mayor productor de petróleo. Sus oficinas centrales se encuentran en Moscú y es la segunda mayor compañía, junto a ExxonMobil, en cuanto a reservas de crudo. Asimismo, cuenta con otra sede en East Meadow, Nueva York, Estados Unidos.

## Historia
El consorcio petrolífero Langepas-Urai-Kogalimneft, Lukoil (en ruso ЛангепасУрайКогалымнефть) fue fundado por Decreto n.º 18 del Consejo de Ministros de la extinta URSS, del 25 de noviembre de 1991. Formaban parte de este nuevo consorcio un buen número de empresas participadas y auxiliares, aunque tres eran las más importantes y están especializadas en la extracción de petróleo: Langepasneftegaz, Uraineftegaz y Kogalimneftegaz. La empresa especializada en el refino era Permnefteorgsintez, y además contaba con las refinerías de Volgogrado y de Novoufa (recientemente adquirida por Bashkortostán).
El Decreto n° 1403 del 17 de noviembre de 1992 abrió la puerta a la privatización y a la creación de un verdadero holding petrolífero. En 1993, la compañía Lukoil se transformó en Sociedad Anónima y comenzó a cotizar en bolsa de manera escalonada.

## Exploración y producción
Lukoil lleva a cabo la exploración y/o la producción de petróleo y gas en Rusia y (a partir de 2008) otros treinta países: Kazajistán, Azerbaiyán, Uzbekistán, Egipto, Irán, Irak, Colombia, Venezuela, Bélgica, Arabia Saudita y más.
En septiembre de 2004, ConocoPhillips compró una participación del 7,6 por ciento en Lukoil y firmaron un acuerdo que podría aumentar esta cifra en el futuro hasta un 20 por ciento. Las dos compañías petroleras han acordado desarrollar conjuntamente un yacimiento de petróleo y gas en el norte de Timan-Pechora zona de Rusia (República de Komi) y la intención de garantizar los derechos para explotar el yacimiento de Qurna occidental en Irak, una de las mayores del país.

### Desarrollo del Mar de Aral
Ergash Shaismatov, el vice primer ministro de Uzbekistán, anunció el 30 de agosto de 2006 que el gobierno uzbeko y un consorcio internacional integrado por la estatal Uzbekneftegaz, Lukoil Overseas, Petronas, Korea National Oil Corporation y China National Petroleum Corporation firmó un reparto de la producción acuerdo para explorar y desarrollar yacimientos de petróleo y gas en el Mar de Aral, diciendo, "El Mar de Aral es en gran parte desconocido, pero tiene mucho potencial en términos de la búsqueda de petróleo y gas. Existe un riesgo, por supuesto, pero creemos en el éxito de este proyecto único". El consorcio fue creado en septiembre de 2005.

## Producción

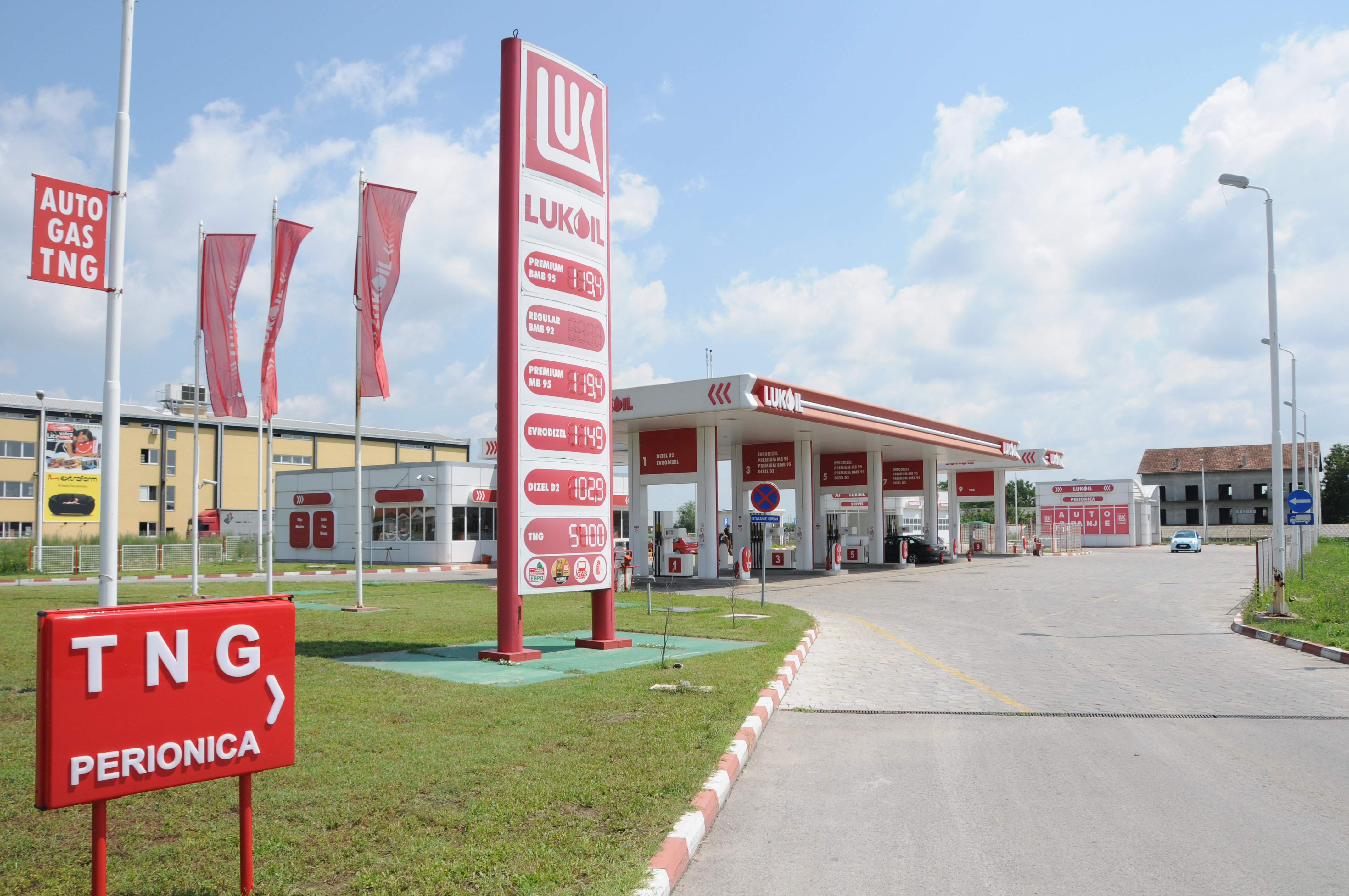
Estación de servicio LUKoil en Serbia.

La siguiente tabla muestra la producción de petróleo de Lukoil por región y en millones de toneladas:
| Región            | 2004   | 2005   | 2006   | 2007   | 2009   |
| ----------------- | ------ | ------ | ------ | ------ | ------ |
| Rusia             | 82.720 | 86.277 | 89.561 | 91.100 | 91.868 |
| Siberia del Oeste | 56.351 | 58.469 | 59.764 | 59.917 | 52.962 |
| Ural              | 10.082 | 10.307 | 10.923 | 11.257 | 12.042 |
| Volga             | 3.175  | 3.210  | 3.214  | 3.240  | 3.072  |
| Timan-Pechora     | 11.732 | 12.476 | 13.601 | 14.576 | 21.662 |
| Otros             | 1.380  | 1.815  | 2.059  | 2.110  | 2.130  |
| Internacional     | 3.480  | 3.881  | 5.674  | 5.545  | 5.747  |
| Total             | 86.200 | 90.158 | 95.235 | 96.645 | 97.615 |
| Fuente: Lukoil    |        |        |        |        |        |

## Refinerías e instalaciones
Lukoil es propietaria de siete empresas de procesamiento de petróleo en Europa del Este con una capacidad total de 54,1 millones toneladas por año y posee el 49% de la cuota del complejo de la refinería ISAB en Sicilia:
| País                        | Nombre                                        | Localización    | Inauguración | Adquirido | Capacidad, mln tpa |
| --------------------------- | --------------------------------------------- | --------------- | ------------ | --------- | ------------------ |
| Bandera de Rusia            | Lukoil-Nizhegorodnefteorgsintez               | Kstovo          | 1958         | 2000      | 15,0               |
| Bandera de Rusia            | Lukoil-Permnefteorgsintez                     | Perm            | 1958         | 1991      | 12,0               |
| Bandera de Rusia            | Lukoil-Volgogradneftepererabotka              | Volgograd       | 1957         | 1991      | 9,9                |
| Bandera de Rusia            | Lukoil-Ukhtaneftepererabotka                  | Ukhta           | 1934         | 2000      | 3,7                |
| Bandera de Ucrania          | Lukoil-Odessky Neftepererabatyvayuschiy zavod | Odessa          | 1937         | 1999      | 3,6                |
| Bandera de Bulgaria         | Lukoil Neftochim Burgas                       | Burgas          | 1964         | 1999      | 7,5                |
| Bandera de Rumania          | Petrotel-Lukoil                               | Ploieşti        | 1904         | 1998      | 2,4                |
| Bandera de Italia           | ISAB                                          | Priolo Gargallo | 1975         | 2008*     | 16,0*              |
| Bandera de los Países Bajos | TRN                                           | Vlissingen      | 1973         | 2009*     | 7,9*               |

* – 49% y 45% acciones respectivamente
La compañía también es propietaria de varias plantas petroquímicas en Budennovsk, Saratov y Kalush, todo ello gestionado por "Lukoil-Neftechim".